# Ommatius curvipes
Ommatius curvipes là một loài ruồi trong họ Asilidae. Ommatius curvipes được Meijere miêu tả năm 1915. Loài này phân bố ở miền Australasia.